# Igreja Católica Búlgara
A Igreja Católica Búlgara, ou a Igreja Católica Bizantina Búlgara ou ainda a Igreja Greco-Católica Búlgara, é uma Igreja particular oriental sui iuris em comunhão com a Igreja Católica. Isto quer dizer que ela, nunca abandonando as suas veneráveis tradições e ritos litúrgicos orientais, aceita a autoridade e primazia do Papa. Unida formal e oficialmente à Santa Sé em 1861, esta Igreja foi fruto de uma cisão ocorrida na Igreja Ortodoxa Búlgara.
Actualmente, esta Igreja oriental é governada por um Exarca Apostólico (sediado em Sofia), mas sempre sob a supervisão do Papa. Esta Igreja conta com cerca de 10,1 mil fiéis, concentrados na sua esmagadora maioria na Bulgária. O seu rito litúrgico é de tradição bizantina e utiliza o eslavo eclesiástico como língua litúrgica.
A simples existência da Igreja Greco-Católica Búlgara não significa que a Bulgária não tenha católicos de rito latino. 

## História
Alguns prelados e presbíteros influentes da Igreja Ortodoxa Búlgara pediram a comunhão (ou união) com a Santa Sé em 1859-1861, na esperança de que uma união com Roma ganharia à sua Igreja a autonomia que foi lhes negado pelo Patriarca Ecuménico de Constantinopla. O Papa Pio IX aceitou o pedido deles e ordenou o Arquimandrita José Sokolsky como arcebispo da nova Igreja Católica Búlgara em 8 de Abril de 1861. 
Embora o arcebispo Sokolsky obtivera o reconhecimento das autoridades otomanas, foi imediatamente removido por um barco de guerra da Rússia e passou o resto da sua vida numa prisão em Kiev. Esse facto, aliado ao estabelecimento em 1870 de um exarcado ortodoxo búlgaro (independente do Patriarcado de Constantinopla), fez com que o movimento de união com a Igreja Católica Romana, inicialmente composto por cerca de 60 mil fiéis, sofresse uma perda de três quartos dos seus apoiantes, que retornaram à Ortodoxia, até ao final do século. 
Por todas essas razões e também por causa das duas Guerras dos Balcãs e da Primeira Guerra Mundial (1914-1918), só em 1926 é que foi estabelecido um exarcado apostólico para servir os greco-católicos búlgaros. Esta circunscrição eclesiástica foi organizada e consolidada em grande parte com a ajuda do arcebispo Ângelo Roncalli (o futuro Papa João XXIII), que em 1925 foi nomeado Visitador Apostólico para a Bulgária, onde permaneceu até 1934. 
Ao contrário de outros regimes comunistas da Europa Oriental, o governo comunista búlgaro, que tomou o poder na Bulgária após a Segunda Guerra Mundial (1939-1945), não aboliu a Igreja Católica Búlgara, mas submeteu-a a severas restrições. Acredita-se que estas restrições foram um pouco aliviadas depois da eleição do Papa João XXIII em 1958. 

## Actualmente
No final de 2004, a Igreja Católica Búlgara tinha cerca de 10,1 mil católicos de rito bizantino em 21 paróquias, cuidadas e assistidas por 5 sacerdotes diocesanos e algumas dezenas de religiosos e religiosas.